# Разрыв между заработной платой и производительностью труда
Разрыв между заработной платой и производительностью труда (другое название великое разделение) — предположение, что рост средней заработной платы в современном мире отстает от роста ВВП на душу населения или производительности труда. Эту тенденцию в конце XX века и начале XXI века обнаружили Эрик Бриньолфсон и Эндрю Макафи. Данная тенденция может приводить к стагнации уровня заработной платы при сохранении экономического роста. Однако рост неравенства может приводить к падению среднего уровня заработной платы при повышении как общего уровня доходов, так и доходов самых богатых слоев населения.
Данное явление пытались объяснить социальными и технологическими изменениями в экономике, а именно автоматизацией, глобализацией, ростом самозанятости и неравенством заработной платы. Однако некоторые эксперты считают, что сама теория великого разделения частично или даже полностью ошибочна из-за неправильной интерпретации базовых принципов функционирования экономики.

## Предыстория

Средняя заработная плата (сплошная линия) и ВВП за час работы (пунктирная линия) в странах G7 с 1990 по 2020 год

В среднем по 24 странам ОЭСР за последние 20 лет наблюдался значительный разрыв между ростом медианного уровня заработной платы и производительности труда. Однако между отдельными странами есть существенные различия как в общем уровне разрыва, так и в стагнации уровня реальной медианной заработной платы. В некоторых странах (Корея, Польша и Словакия), где рост производительности труда опережал среднее значение по ОЭСР, при наблюдаемом значительном разрыве между ростом заработной платы и производительности труда реальная медианная заработная плата тоже поднялась выше среднего уровня по ОЭСР. Однако в странах с динамикой производительности труда ниже или на уровне среднего по ОЭСР (Канада, Япония, США) указанный разрыв сопровождался почти полной стагнацией динамики средней медианной заработной платы. Примерно в трети охваченных статистикой стран ОЭСР темп роста реальной медианной заработной платы находился на уровне темпов роста производительности труда или даже превосходит их. В некоторых странах (например, Чехии и Швеции) реальная медианная заработная плата росла быстрее среднего уровня по ОЭСР, а в других странах (например, Италии и Испании) низкий темп роста производительности труда сочетался с низким темпом роста реальной медианной заработной платы.
Также для обсуждаемой зависимости большое значение играет изменение доли труда в ВВП и дифференциации по оплате труда, что свидетельствует о важной роли страновых особенностей государственной политики на рынке труда и в сфере промышленного производства, а также в уровне и дифференциации трудовых навыков среди населения. Например, в США около половины отклонения от прогнозируемых результатов (0,6 процентных пункта из 1,3 процентных пункта) было обусловлено снижением доли труда в ВВП, однако в Японии данный фактор объяснил практически весь разрыв между наблюдаемым и прогнозируемым значением.
Ослабление связи между производительностью труда и средней медианной заработной платой может быть частично объяснено снижением доли затрат на зарплату в самых передовых с технологической точки зрения направлениях экономики (определяется как совокупная занятость в 5 % ведущих компаний с точки зрения производительности труда по каждой группе стран, в каждой отрасли и за каждый год). В странах, где совокупная доля затрат на зарплату в ВВП в целом снижалась, разрыв между реальной медианной заработной платой и производительностью труда был особенно силен в фирмах на самой передовом крае технологического развития. Это может указывать на применение концепции «победитель получает больше», поскольку самые передовые компании используют преимущества технологического превосходства или экономии средств за счет эффекта масштаба в связи с глобализационном охватом для сокращения доли постоянных затрат на рабочую силу в добавленной стоимости (например, связанной с исследованиями и разработкой, проектированием продукции или маркетингом) или для повторного занятия доминирующего положения на рынке с целью повышения цен в будущем. Напротив, в фирмах со средним уровнем развития технологий в странах с повышенной долей зарплаты в ВВП разрыв между реальной медианной заработной платой и производительностью труда наблюдается в куда более меньшем масштабе.

## Причины

### Технологические изменения
- Снижение инвестиционных цен в связи с развитием технологий снижает долю зарплаты в ВВП[11]. В среднем по производственным отраслям снижение цен на инвестиции относительно цен на товары с добавленной стоимостью на 9 % — что примерно соответствует среднему снижению относительных инвестиционных цен, наблюдавшемуся в период 1995—2013 гг. в ОЭСР снижает долю зарплат в ВВП примерно на 1,7 процентных пункта. Данная связь может быть объяснена тем, что с ускорением технологического прогресса снижение доли занятости убыстряется (что особенно хорошо было заметно в 2000-х годах)[12].
- С одной стороны, технологический прогресс расширяет спектр производственных задач, которые могут быть выполнены машинами, тем самым вытесняя рабочих и сокращая долю зарплат в ВВП. С другой стороны, новые технологии также создают новые задачи, которые не могут быть выполнены машинами[13]. По мере изменения характера технологического прогресса баланс между вытеснением рабочей силы и созданием задач с использованием новых технологий может изменяться. Например, развитие информационно-коммуникационных технологий сместило баланс в сторону вытеснения рабочей силы и способствовало появлению фирм-«суперзвезд» с очень малой долей зарплат в затратах.
- Технологические изменения также могут приводить к росту неравенства в оплате труда. Если у нас имеется определённое количество низкоквалифицированных и высококвалифицированных работников (при этом данное количество не может быстро меняться с течением времени), то технологический прогресс приводит к росту неравенства в оплате труда путем расширения найма высококвалифицированной рабочей силы и сокращения найма низкоквалифицированной рабочей силы. С связи с данным фактором эксперты отмечают, что отношение расходов на НИОКР к ВВП положительно связано с неравенством в оплате труда на общем уровне[14], а цифровизация положительно связана с более высокой дисперсией заработной платы между фирмами[15].

### Расширение глобальных цепочек создания стоимости
В одном из недавних исследований ОЭСР высказано предположение, что расширение глобальной цепочки создания стоимости привело к сокращению долю заработной платы в ВВП. Увеличение участия в создании глобальной цепочки создания стоимости на 10 процентных пунктов добавленной стоимости снижает долю зарплаты в ВВП на 1 процентный пункт. Участие в глобальных цепочках создания стоимости для ОЭСР в период с 1995 по 2013 годы выросло на 6 процентных пунктов добавленном стоимости, а доля зарплаты в ВВП в среднем по странам-участникам расширения глобальной цепочки создания стоимости уменьшилось на 0,6 процентных пункта. С учётом того, что расширение глобальной цепочки создания стоимости зависит от технологических изменений, количественно он в три раза уступает фактору снижения относительных инвестиционных цен. Свой роль в усиление неравенства в оплате труда вносит и торговая интеграция. На обобщающем уровне негативное влияние на соотношение медианной и средней заработной платы оказывает импорт добавленной стоимости (особенно из Китая) . Это явление может быть связано с и тем, что усиление торговой интеграции с Китаем в большей степени приводит к падению спроса на низкоквалифицированную рабочую силу по сравнению с высококвалифицированной рабочей силой.
По агрегированным на микро-уровне данным разрыв в заработной плате между фирмами больше всего в секторах с большой степенью открытости к торговле. Полученные на основе разных данных и методологий эмпирические данные доказывают, что технологические изменения и усиление торговой интеграции приводят к усилению разрыва между медианной заработной платой и производительностью труда как за счет снижения доли зарплаты в ВВП, так и за счет увеличения неравенства в оплате труда. Однако данные тенденции имеют не только негативный эффект, но и за счет повышения общей производительности труда приводят к снижению цен и увеличению ассортимента товаров. Однако остается открытым вопрос о необходимости государственного вмешательства в целях более широкого использования населением выгод от повышения производительности труда, которые из-за технологических изменений и расширения торговой интеграции в большей степени достаются высококвалифицированной рабочей силе.

## Роль государственных институтов
Государство играет ключевую роль в обеспечении распространения выгод от повышения производительности труда среди более широких слоев работников. Исследование ОЭСР пришло к следующим выводам. Во-первых, сохранение существующих и приобретение актуальных на современном рынке труда навыков работников играют решающую роль в распространении эффекта от повышения производительности труда как в повышении уровня заработной платы в нижнем сегменте рынка труда, так и в повышении доли зарплаты в ВВП. При этом некоторые государственные политики, предназначенные для повышения производительности труда, могут уменьшить долю зарплат в ВВП и усилить неравенство в оплате труда (однако конкретный результат будет зависеть от исходных параметров государственной политики).